# Strażnica KOP „Morocz”

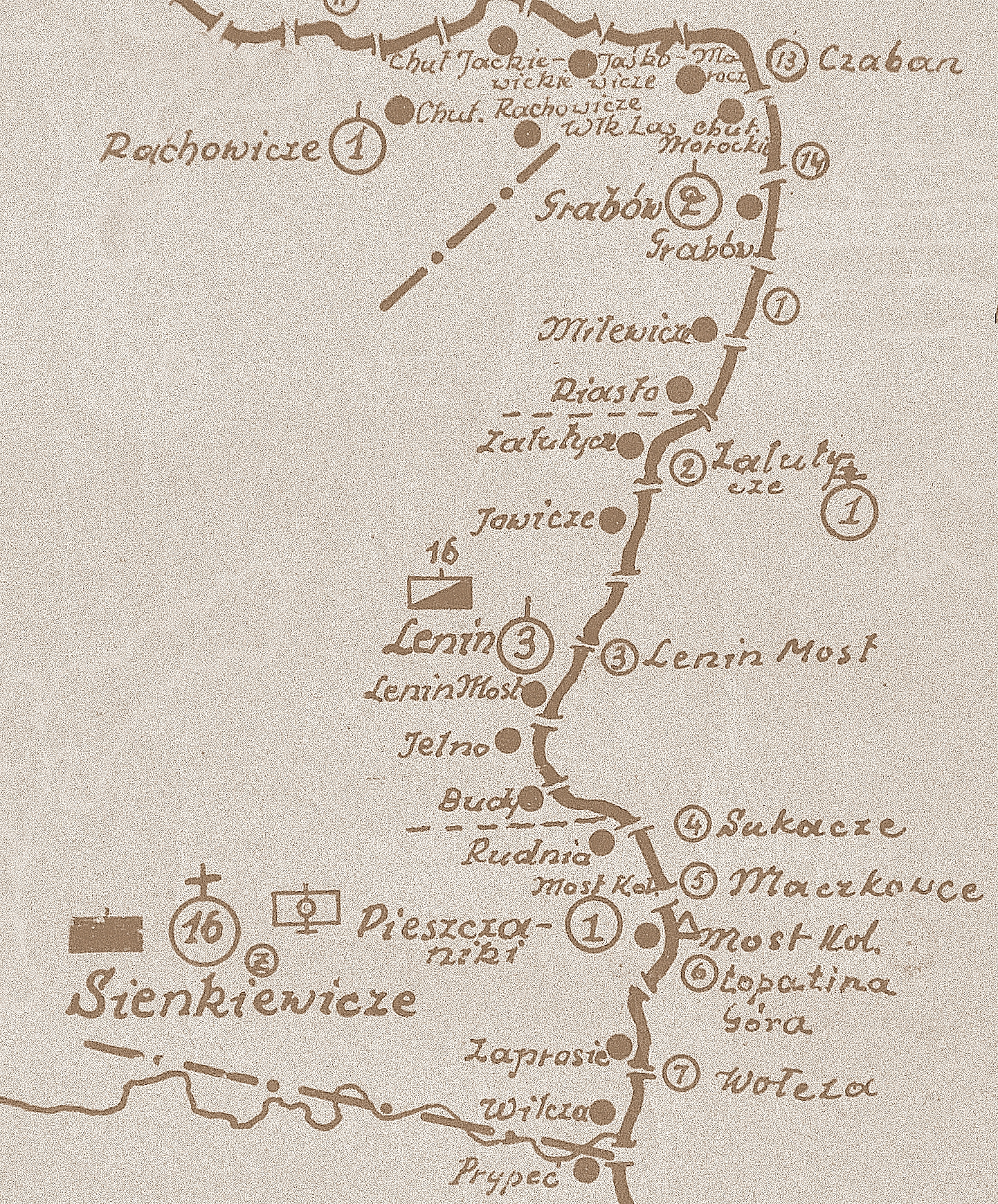
Rozmieszczenie batalionu KOP „Sienkiewicze” w 1931

Strażnica KOP „Morocz” – zasadnicza jednostka organizacyjna Korpusu Ochrony Pogranicza pełniąca służbę ochronną na granicy polsko-sowieckiej.

## Formowanie i zmiany organizacyjne
W 1925, w składzie 5 Brygady Ochrony Pogranicza, został sformowany 16 batalion graniczny. W 1928 w skład batalionu wchodziło 16 strażnic. 135 strażnica KOP „Morocz”  w latach 1928–1939 znajdowała się w strukturze 2 kompanii KOP ”Grabów”  batalionu KOP „Sienkiewicze”. Strażnica liczyła około 18 żołnierzy i rozmieszczona była przy linii granicznej z zadaniem bezpośredniej ochrony granicy państwowej.
W 1932 obsada strażnicy zakwaterowana była w budynku popolicyjnym. Strażnicę z macierzystą kompanią łączył trakt długości 10 km.

## Służba graniczna
Podstawową jednostką taktyczną Korpusu Ochrony Pogranicza przeznaczoną do pełnienia służby ochronnej był batalion graniczny. Odcinek batalionu dzielił się na pododcinki kompanii, a te z kolei na pododcinki strażnic, które były „zasadniczymi jednostkami pełniącymi służbę ochronną”, w sile półplutonu. Służba ochronna pełniona była systemem zmiennym, polegającym na stałym patrolowaniu strefy nadgranicznej, wystawianiu posterunków alarmowych, obserwacyjnych i kontrolnych stałych, patrolowaniu i organizowaniu zasadzek w miejscach rozpoznanych jako niebezpieczne, kontrolowaniu dokumentów i zatrzymywaniu osób podejrzanych, a także utrzymywaniu ścisłej łączności między oddziałami i władzami administracyjnymi. Strażnice KOP stanowiły pierwszy rzut ugrupowania kordonowego Korpusu Ochrony Pogranicza.
Strażnica KOP „Morocz” w 1932 ochraniała pododcinek granicy państwowej szerokości 6 kilometrów 610 metrów od słupa granicznego nr 1045 do 1051, a w 1938 pododcinek szerokości 13 kilometrów 300 metrów od słupa granicznego nr 1044 do 1056.
Sąsiednie strażnice:
- strażnica KOP „Jaśkowicze” ⇔ strażnica KOP „Chutor Morockie” - 1928[3], 1929[4], 1931[5] , 1932[6], 1934[7]
- strażnica KOP „Jaśkowicze” ⇔ strażnica KOP „Grabów” - 1938[8]